# 植竹英次
植竹 英次（うえたけ ひでつぐ、1962年1月5日 - 2024年6月1日）は、日本の放送作家。浅井企画所属。

## 略歴
獨協大学法学部に在籍中、青年座の養成所で演劇の道を目指していた一方で、作家願望もありシナリオセンターでも学んでいた。そんな中、浅井企画の放送作家募集記事に応募し採用される。その後、所属していた萩本欽一のマネージャーに声をかけられ、書いたもの（作品）を見せると気に入られ、萩本に直接ついて修業がすることとなった。植竹本人によると、「萩本から一から原稿の書き方を教わった唯一の弟子」であるという。バラエティや情報番組に携わってきた。
2024年6月1日、62歳で死去。

## 作品

### バラエティ番組
NHK総合
- 笑いがいちばん

日本テレビ
- TVムック・謎学の旅
- 欽きらリン530!!
- 欽ちゃんの気楽にリン

フジテレビ
- ウッチャンナンチャンの誰かがやらねば!
- ウッチャンナンチャンのやるならやらねば!
- ダウンタウンのごっつええ感じ
- 森田一義アワー 笑っていいとも!
- 3時ヨこい!

テレビ朝日
- 欽ちゃんのどこまでやるの!
- 欽どこTV!!
- セイシュンの食卓

テレビ東京
- たけしの誰でもピカソ
- 今夜もイッキに大回転!!

### 報道番組
NHK
- 現役くらぶ 人生これから
- NHKスペシャル
  - 日本の、これから テレビの、これから
  - “35歳”を救え あすの日本 未来からの提言

フジテレビ
- 情報プレゼンター とくダネ!
- めざましテレビ
- FNNスーパーニュース
- さんま・福澤のホンマでっか!?ニュース
- ビッグトゥディ
- おはよう!ナイスデイ
- 2時のホント
- 地元発信! 東京ジモティ
- THE WEEK
- 土曜一番!花やしき
- ウォッ!チャ / お台場2★4★8 スーパーウォッ!チャ
- 情報プロジェクトS
- とくダネ!発ザ・ディレクター魂あの事件・騒動 残された謎を追え！

テレビ静岡
- 明治政府の遺産 海底に眠るニール号の謎]
- テレビ静岡開局40周年記念特別番組 しずおか夢学園～目からウロコのスペシャル授業～
- テレしず通りパロパロ

テレビ朝日
- サタデースクランブル
- サンデースクランブル
- お昼のマイテレビ
- 森田健作の熱血テレビ
- ザ・スクープ / スクープ21
- ワイド!スクランブル
- 激録!交通警察24時

朝日放送
- にっぽん菜発見 そうだ、自然に帰ろう

テレビ東京
- 日経ビジネス経済スペシャル 中国2010

### テレビドラマ
TBS
- 一人で見てね

フジテレビ
- 世にも奇妙な物語「食べ過ぎた男」
- Trap-TV

テレビ朝日
- コンビニエンスドラマ「てふてふ」「アリス」

### ラジオ
文化放送
- From C Side
- 街ラジオ なぎら健壱のその気でギンギン夜おこし

ニッポン放送
- ニュースワイド 欽ちゃんのもっぱらの評判

NACK5
- 児島未散のサタデーオンザウェイ

TOKYO FM
- 水島裕のサンデープレイボーイ

### 映画
- 第1回欽ちゃんのシネマジャック「なんかへん」（1993年、東宝）原作・共同脚本

### 舞台
- 描きかけの絵本の中で（1991年）
- ミサンガの願い（1993年）

### 書籍
- 中央フリ－ウェイ ルージュの伝言（1993年、立風書房、ISBN 4651131026）
- NOVAの日の鈴木さん （1996年、ノヴァエンタープライズ）
  1. 鈴木さんの1日（ISBN 4931386016）
  2. 身につく・よくつく英会話（ISBN 4931386024）
  3. 鈴木さんのはじめての海外旅行（ISBN 978-4931386037）